# Garrett Lerner
Garrett Lerner é um roteirista e produtor de televisão estadunidense.